# キム・ヘジャ
キム・ヘジャ （ハングル：김혜자、漢字：金惠子、ラテン翻字：KIM Hye-ja、1941年10月25日 - ）は、大韓民国ソウル特別市出身の女優。本貫は金寧金氏。

## 経歴
公務員の父親の元に、二人姉妹の長女として誕生。父親は1952年から1955年まで社会部次官を務めた。中学校2年次より女優になる事を志望しており、京畿女子高等学校入学後、同校の演劇部に所属し活動した。同校卒業後梨花女子大学校生活美術学科に入学し、学業を続けたが後に中退した。
梨花女子大在学中の1961年にKBS公開採用タレント1期に選出され、芸能界にデビュー。テレビドラマと舞台劇の双方で活動を続けた。1982年、『晩秋』で映画デビューを果たす。1980年10月21日から2002年12月29日までMBCで放送されたドラマ『田園日記』にて演じた役柄から、『国民の母』と呼ばれるようになる。1995年、第一製糖の最長期専属モデルとしてギネスブックに登録された。

## 私生活
夫は繊維業界において実業家として活動していたが、1998年に肝臓癌のため死去。以後は独身を通している。夫妻の間には一男一女があり、長男は貿易業界および食品業界において実業家として活動、キム・ヘジャ弁当の管理も行っている。

## 出演作品
本節中に記載された作品は、個別に注釈がない場合、による。

### 演劇

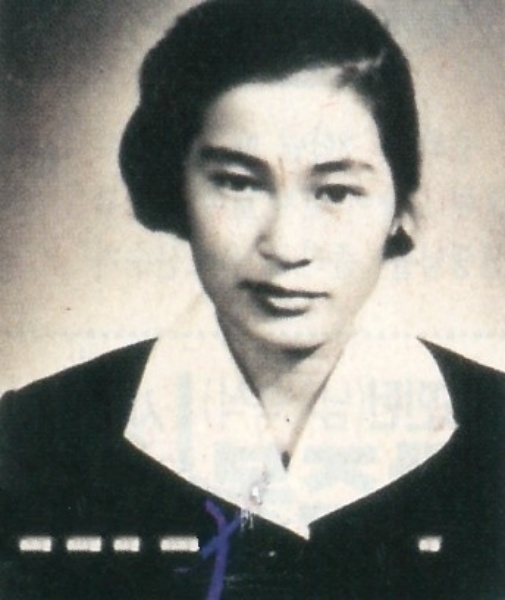
キム・ヘジャ (1963)

| 年   | タイトル             | 原題              | 役名     | 備考 |
| ---- | -------------------- | ----------------- | -------- | ---- |
| 1962 | ロミオとジュリエット |                   |          |      |
| 1963 | 禿げ女歌手           |                   |          |      |
| 1965 | ウサギと砲手         | 토끼와砲手        |          |      |
| 1966 | スープがあります     | 국물있사옵니다    |          |      |
| 1966 | タラジの饗宴         | 따라지의 향연     |          |      |
| 1966 | 神の代理人           |                   |          |      |
| 2015 | 道を去るのに良い日   | 길 떠나기 좋은 날 | ソジョン |      |

### 映画
| 年   | タイトル           | 原題                    | 役名         | 備考                                                            |
| ---- | ------------------ | ----------------------- | ------------ | --------------------------------------------------------------- |
| 1969 | 涙の女             | 눈물의 여인/눈물의 女人 |              |                                                                 |
| 1982 | 晩秋               | 만추                    | ヘリム       | 第2回マニラ国際映画祭 主演女優賞受賞                            |
| 1999 | マヨネーズ         | 마요네즈                | 母           |                                                                 |
| 2009 | 母なる証明         | 마더                    | マザー       | 第36回ロサンゼルス映画批評家協会賞 主演女優賞受賞               |
| 2011 | 韓景職             | 한경직                  | キム・ヘジャ | ドキュメンタリー作品 韓国ワールド・ビジョン親善大使としての出演 |
| 2014 | 犬を盗む最適な方法 | 개를 훔치는 완벽한 방법 | 老婦人       |                                                                 |

## 受賞歴
- 第12回百想芸術大賞 TV部門 女性最優秀演技賞（1976年、『新婦日記』）
- 第14回百想芸術大賞 TV部門 女性最優秀演技賞（1978年、『あなた』）
- 第15回百想芸術大賞 TV部門 大賞（1979年、『幸福を売ります』）
- 第2回マニラ国際映画祭 最優秀女優主演賞（1983年、『晩秋』）
- MBC演技大賞（1988年）
- 東亜演劇賞 演技賞（1988年、演劇 『19そして80』）
- 第25回百想芸術大賞 TV部門 女性最優秀演技賞（1989年、『砂の城』）
- MBC放送大賞（1992年）
- 第1回フェミニズム大衆文化芸術大賞（2003年）
- 第2回スター善行大賞（2003年）
- KBS演技大賞 大賞（2008年、『母さんに角が生えた』）
- 第45回百想芸術大賞 TV部門 大賞（2009年、『母さんに角が生えた』）
- 第3回アジア太平洋映画賞 女優主演賞（2009年、『母なる証明』）
- 第18回釜日映画賞 主演女優賞（2009年、『母なる証明』）
- 第10回釜山映画評論家協会賞／女優主演賞（2009年、『母なる証明』）
- 第29回韓国映画評論家協会賞／女性演技者賞（2009年、『母なる証明』）
- 第36回ロサンゼルス映画批評家協会賞 主演女優賞（2010年、『母なる証明』）
- 第4回アジア・フィルム・アワード主演女優賞（2009年、『母なる証明』）
- 第55回百想芸術大賞 テレビ部門 大賞（2019年、『まぶしくて ―私たちの輝く時間―』）